# マクソンモータ

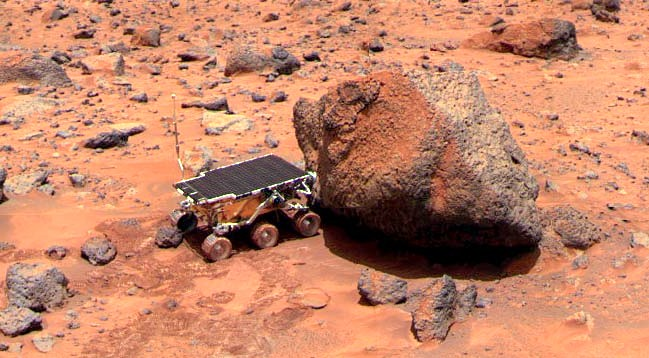
マクソンモータで走行する火星探査車ソジャーナ

マクソンモータ（英語: Maxon Motor）は、スイスのオプヴァルデン準州 Sachselnを拠点とする小型精密モーター、制御装置を供給する会社。

## 概要
500Wまでの小型精密コアレスモータ、DCブラシレスモータや制御装置等を専門的に生産、販売する。同社の製品はロボット、航空宇宙、光学システム、医療用機器や産業用等の分野で使用される。
火星探査機であるマーズ・パスファインダーのソジャーナを皮切りにスピリットとオポチュニティ、キュリオシティ等、歴代の火星探査車に搭載された。